# Grand Prix automobile du Brésil 2006
GP précédent GP suivant
Le Grand Prix automobile du Brésil 2006 (Formula 1 Grande Prêmio do Brasil 2006) est la 768e course de Formule 1 courue depuis 1950 et la dix-huitième et dernière épreuve du championnat 2006. Il s'agissait du 35e Grand Prix du Brésil. Il s'est couru sur l'Autodrome José Carlos Pace (Interlagos), à São Paulo, le 22 octobre 2006, sur une distance de 305,909 km (71 tours). 
Cette course fut le 250e et dernier Grand Prix couru par le septuple champion du monde allemand Michael Schumacher, avant son retour en compétition lors de la saison 2010. Elle était déterminante pour l'attribution des titres de champion du monde des pilotes et des constructeurs, remportés par Fernando Alonso et Renault.
La course a été remportée par le Brésilien Felipe Massa (Ferrari), premier Brésilien à remporter son Grand Prix national depuis Ayrton Senna en 1993, devant Fernando Alonso (2e) et Jenson Button (3e).

## Pilotes d'essais du vendredi

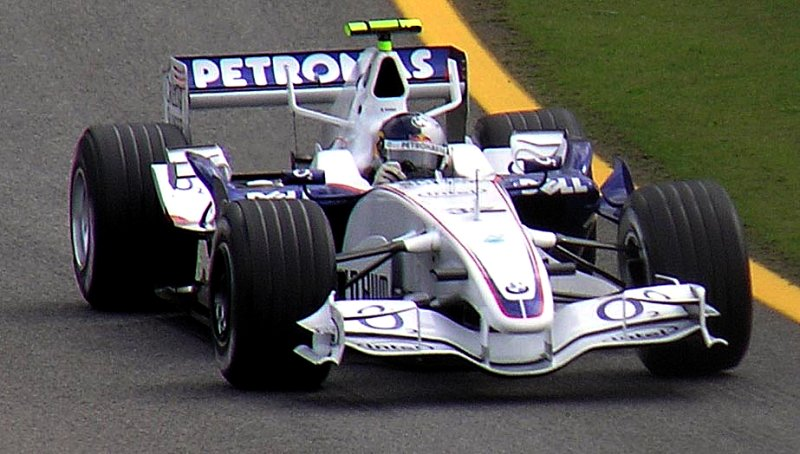
Sebastian Vettel, en test pour BMW

| Écurie              | Pilote              |
| ------------------- | ------------------- |
| Williams-Cosworth   | Alexander Wurz      |
| Honda               | Anthony Davidson    |
| Red Bull-Ferrari    | Michael Ammermuller |
| BMW Sauber          | Sebastian Vettel    |
| Midland-Toyota      | Ernesto Viso        |
| Toro Rosso-Cosworth | Neel Jani           |
| Super Aguri-Honda   | Franck Montagny     |

## Grille de départ

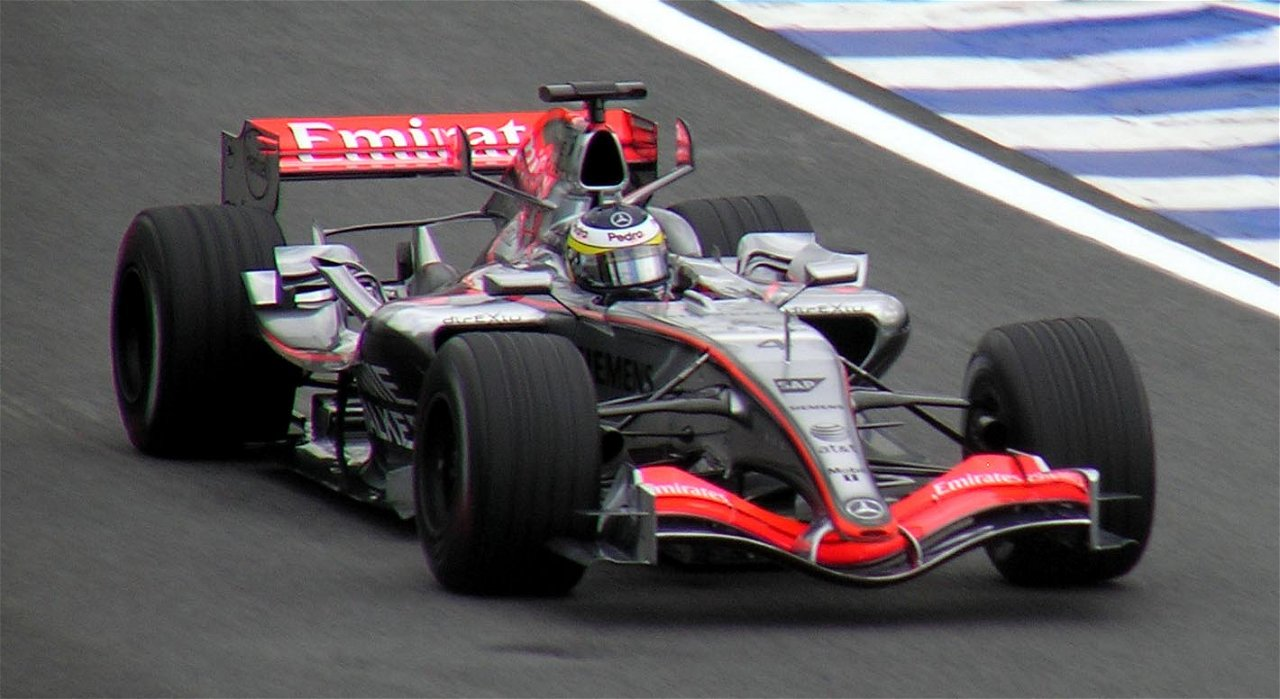
Pedro de la Rosa, pigiste chez McLaren

| Pos | Pilote               | Équipe/Moteur       | Chrono 3       | Chrono 2       | Chrono 1       |
| --- | -------------------- | ------------------- | -------------- | -------------- | -------------- |
| 1   | Felipe Massa         | Ferrari             | 1 min 10 s 680 | 1 min 10 s 775 | 1 min 10 s 643 |
| 2   | Kimi Räikkönen       | McLaren-Mercedes    | 1 min 11 s 299 | 1 min 11 s 386 | 1 min 12 s 035 |
| 3   | Jarno Trulli         | Toyota              | 1 min 11 s 328 | 1 min 11 s 343 | 1 min 11 s 885 |
| 4   | Fernando Alonso      | Renault             | 1 min 11 s 567 | 1 min 11 s 148 | 1 min 11 s 791 |
| 5   | Rubens Barrichello   | Honda               | 1 min 11 s 619 | 1 min 11 s 578 | 1 min 12 s 017 |
| 6   | Giancarlo Fisichella | Renault             | 1 min 11 s 629 | 1 min 11 s 461 | 1 min 12 s 042 |
| 7   | Ralf Schumacher      | Toyota              | 1 min 11 s 695 | 1 min 11 s 550 | 1 min 11 s 713 |
| 8   | Nick Heidfeld        | BMW Sauber          | 1 min 11 s 882 | 1 min 11 s 648 | 1 min 12 s 307 |
| 9   | Robert Kubica        | BMW Sauber          | 1 min 12 s 131 | 1 min 11 s 589 | 1 min 12 s 040 |
| 10  | Michael Schumacher   | Ferrari             | pas de temps   | 1 min 10 s 313 | 1 min 11 s 565 |
| 11  | Mark Webber          | Williams-Cosworth   |                | 1 min 11 s 650 | 1 min 11 s 973 |
| 12  | Pedro de la Rosa     | McLaren-Mercedes    |                | 1 min 11 s 658 | 1 min 11 s 825 |
| 13  | Nico Rosberg         | Williams-Cosworth   |                | 1 min 11 s 679 | 1 min 11 s 974 |
| 14  | Jenson Button        | Honda               |                | 1 min 11 s 742 | 1 min 12 s 085 |
| 15  | Robert Doornbos      | Red Bull-Ferrari    |                | 1 min 12 s 591 | 1 min 12 s 530 |
| 16  | Vitantonio Liuzzi    | Toro Rosso-Cosworth |                | 1 min 12 s 861 | 1 min 12 s 855 |
| 17  | Scott Speed          | Toro Rosso-Cosworth |                |                | 1 min 12 s 856 |
| 18  | Christijan Albers    | Midland-Toyota      |                |                | 1 min 13 s 138 |
| 19  | David Coulthard      | Red Bull-Ferrari    |                |                | 1 min 13 s 249 |
| 20  | Takuma Satō          | Super Aguri-Honda   |                |                | 1 min 13 s 269 |
| 21  | Sakon Yamamoto       | Super Aguri-Honda   |                |                | 1 min 13 s 357 |
| 22  | Tiago Monteiro       | Midland-Toyota      |                |                | pas de temps   |

## Course

### Déroulement de l'épreuve

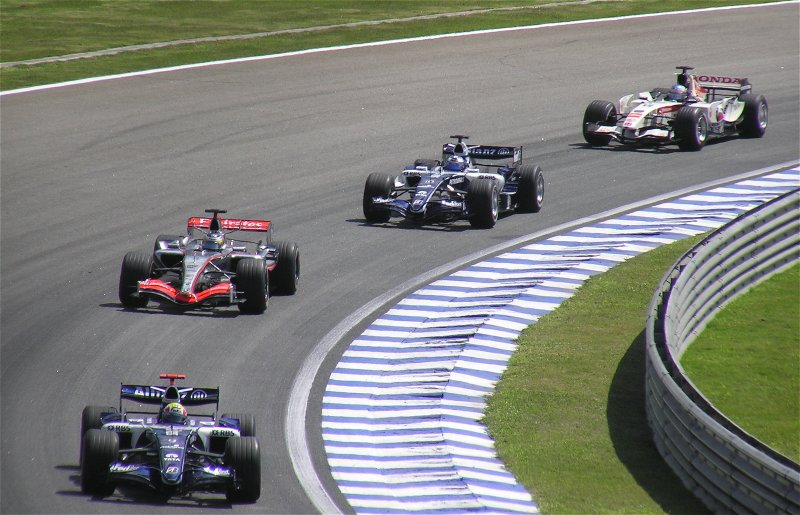
Les deux Williams furent éliminées dès le premier tour

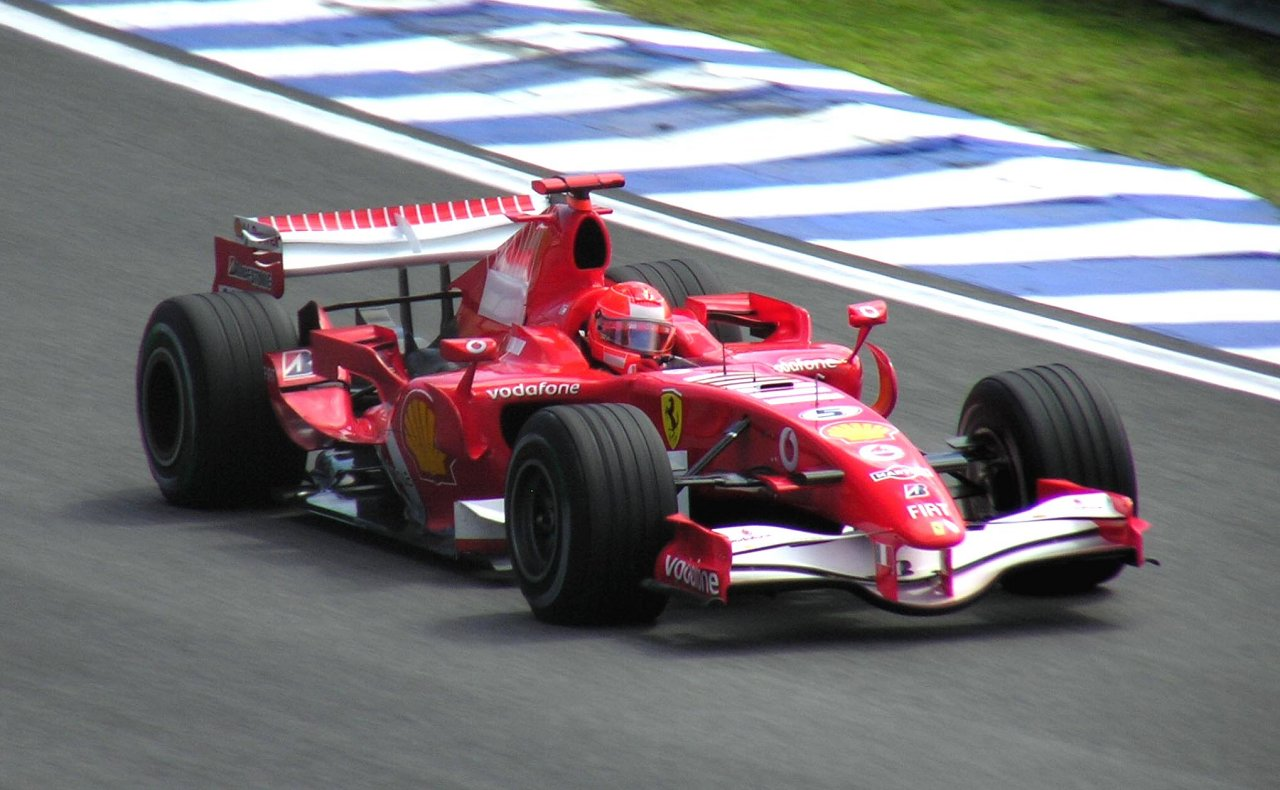
Michael Schumacher lors de sa dernière course pour Ferrari

Felipe Massa (Ferrari) s'élance de la pole position et parvient à contenir dans le premier virage les assauts de Kimi Räikkönen (McLaren-Mercedes) et Jarno Trulli (Toyota). Le leader du championnat Fernando Alonso (Renault) conserve sa quatrième position en dépit d'une attaque par l'extérieur de Rubens Barrichello (Honda). Michael Schumacher (Ferrari) prend un bon départ depuis la dixième place de la grille et surprend presque les deux BMW Sauber dès le premier virage, mais renonce à les dépasser pour éviter une collision. 
Trois virages plus loin, Schumacher passe les BMW tandis qu'un peu plus loin les deux Williams entrent en collision, la voiture de Nico Rosberg percutant celle de Mark Webber et abandonnent à la fin du premier tour. Les débris épars sur la piste provoquent l'entrée de la voiture de sécurité. Michael Schumacher gagne deux nouvelles places, en passant son frère par l'extérieur à l'entame du second tour, et moins de vingt secondes plus tard son ancien coéquipier Rubens Barrichello, lui-même déjà dépassé par Giancarlo Fisichella.
Quand la voiture de sécurité entre en piste, au second tour, Massa mène devant Räikkönen, Trulli, Alonso, Fisichella et Michael Schumacher. Barrichello, Ralf Schumacher (Toyota), Robert Kubica (BMW Sauber) et Jenson Button (Honda) complètent le « top ten », Button ayant bénéficié de l'abandon des deux Williams et étant parvenu à dépasser Nick Heidfeld (BMW Sauber) et Pedro de la Rosa (McLaren-Mercedes).
Au retrait de la voiture de sécurité, au sixième tour, Button dépasse Kubica par l'intérieur dès le franchissement de la ligne. Michael Schumacher est également prompt à attaquer Fisichella obligeant l'Italien à protéger l'intérieur dans les virages 4 et 5. Au tour suivant, Button parvient à dépasser Ralf Schumacher pour s'emparer de la 8e place. Michael Schumacher tente une nouvelle manœuvre pour passer Fisichella mais les voitures se touchent légèrement, et l'aile de Fisichella endommage le pneu arrière gauche de Schumacher, qui doit rentrer au stand au ralenti. Onze secondes plus tard (pour changer les quatre pneus et ajouter du carburant), Schumacher reprend la piste et compte presque un tour de retard sur la tête de la course.
Les deux Ferrari battent à tour de rôle le meilleur tour en course et Massa accroit peu à peu son écart sur Räikkönen. Au 10e tour, les deux Toyota abandonnent sur ennuis de suspension. Au 11e tour, le classement est le suivant : 1er Massa, 2e Räikkönen, 3e Alonso, 4e Fisichella, 5e Barrichello, 6e Button, 7e Kubica, 8e de la Rosa, 9e Heidfeld, 10e Scott Speed, 11e Vitantonio Liuzzi, 12e David Coulthard, 13e Takuma Satō, 14e Christijan Albers, 15e Sakon Yamamoto, 16e Robert Doornbos, 17e Tiago Monteiro et 18e et dernier Michael Schumacher.
Michael Schumacher en entamant une remontée, tournant deux à trois secondes plus vite que tous ses adversaires et peut ainsi peu à peu regagner le terrain perdu, battant à de nombreuses reprises le meilleur tour en course, et dépassant un à un des adversaires. 
Alors qu'il ne reste que trois tours avant l'arrivée, Schumacher revient sur les talons d'Alonso et Button, établissant même un nouveau record du tour (1 min 12 s 162) dans l'avant-dernier tour, mais ne parvint pas à les dépasser. En terminant second derrière Massa, Alonso assure son second titre de champion du monde consécutif et offre à Renault celui des constructeurs.

### Classement de la course

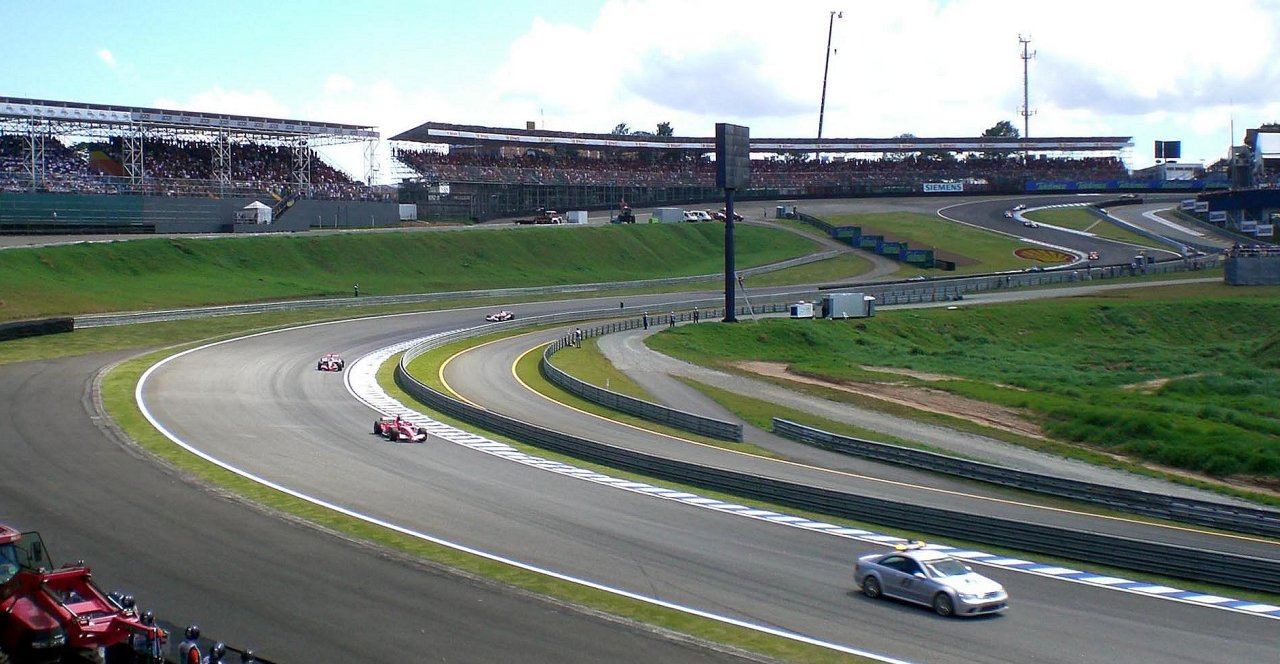
La voiture de sécurité en piste

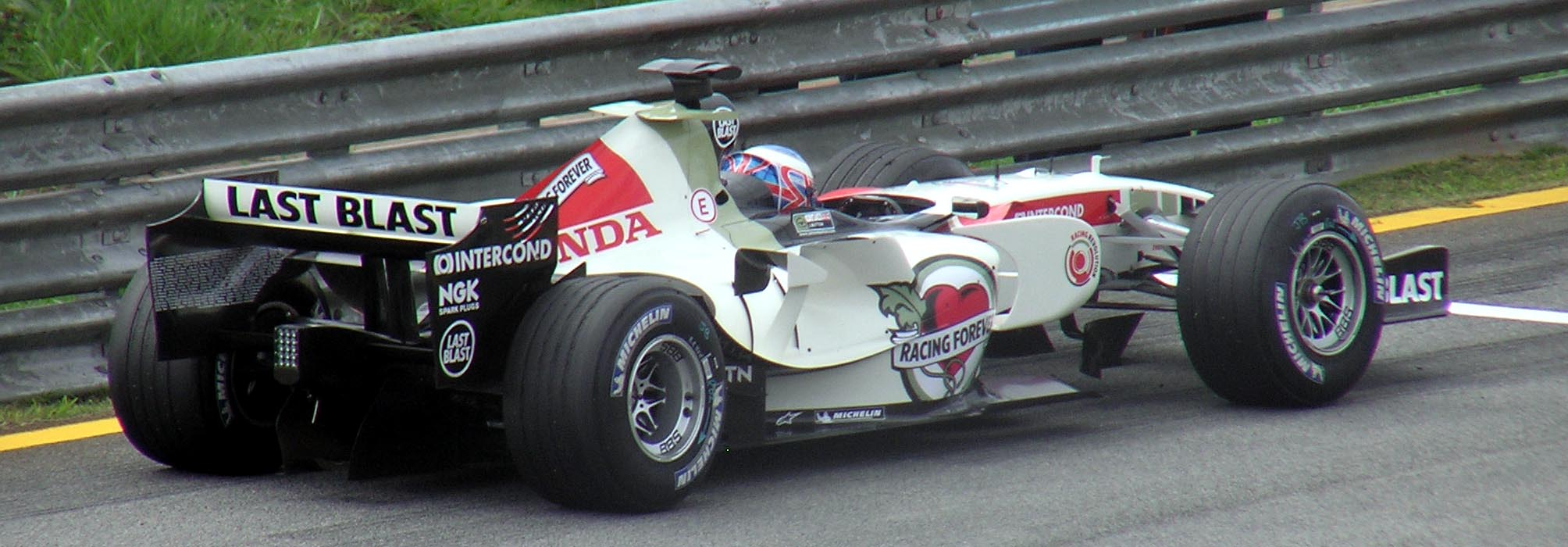
Message d'adieu à Michael Schumacher

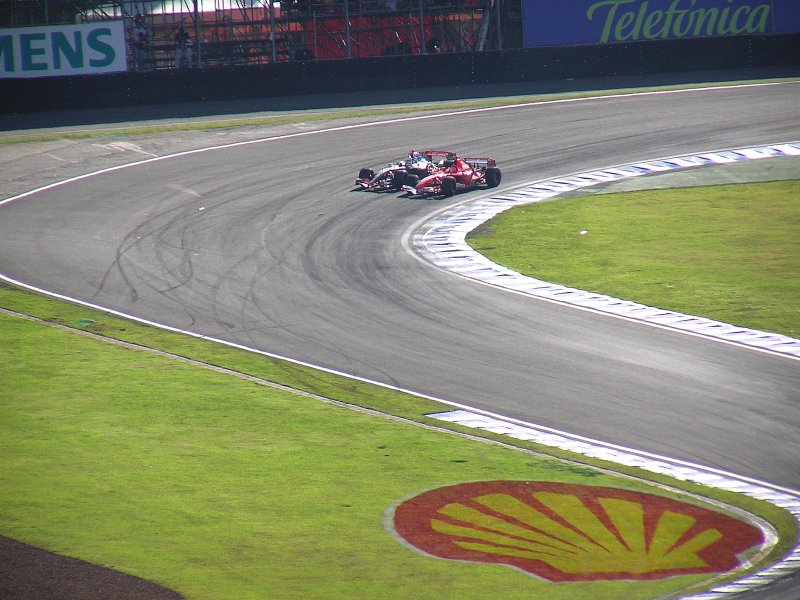
Le dernier dépassement de Schumacher en Formule 1 sur Ferrari

| Pos  | No | Pilote               | Écurie              | Tours | Temps               | Grille | Points |
| ---- | -- | -------------------- | ------------------- | ----- | ------------------- | ------ | ------ |
| 1    | 6  | Felipe Massa         | Ferrari             | 71    | 1 h 31 min 53 s 751 | 1      | 10     |
| 2    | 1  | Fernando Alonso      | Renault             | 71    | + 18 s 658          | 4      | 8      |
| 3    | 12 | Jenson Button        | Honda               | 71    | + 19 s 394          | 14     | 6      |
| 4    | 5  | Michael Schumacher   | Ferrari             | 71    | + 24 s 094          | 10     | 5      |
| 5    | 3  | Kimi Räikkönen       | McLaren-Mercedes    | 71    | + 28 s 503          | 2      | 4      |
| 6    | 2  | Giancarlo Fisichella | Renault             | 71    | + 30 s 287          | 6      | 3      |
| 7    | 11 | Rubens Barrichello   | Honda               | 71    | + 40 s 294          | 5      | 2      |
| 8    | 4  | Pedro de la Rosa     | McLaren-Mercedes    | 71    | + 52 s 068          | 12     | 1      |
| 9    | 17 | Robert Kubica        | BMW Sauber          | 71    | + 1 min 07 s 642    | 9      |        |
| 10   | 22 | Takuma Satō          | Super Aguri-Honda   | 70    | + 1 tour            | 19     |        |
| 11   | 21 | Scott Speed          | Toro Rosso-Cosworth | 70    | + 1 tour            | 16     |        |
| 12   | 15 | Robert Doornbos      | Red Bull-Ferrari    | 70    | + 1 tour            | 22     |        |
| 13   | 20 | Vitantonio Liuzzi    | Toro Rosso-Cosworth | 70    | + 1 tour            | 15     |        |
| 14   | 19 | Christijan Albers    | Midland-Toyota      | 70    | + 1 tour            | 17     |        |
| 15   | 18 | Tiago Monteiro       | Midland-Toyota      | 69    | + 2 tours           | 21     |        |
| 16   | 23 | Sakon Yamamoto       | Super Aguri-Honda   | 69    | + 2 tours           | 20     |        |
| 17   | 16 | Nick Heidfeld        | BMW Sauber          | 63    | Accident            | 8      |        |
| Abd. | 14 | David Coulthard      | Red Bull-Ferrari    | 14    | Boite de vitesses   | 18     |        |
| Abd. | 8  | Jarno Trulli         | Toyota              | 10    | Suspension          | 3      |        |
| Abd. | 7  | Ralf Schumacher      | Toyota              | 9     | Suspension          | 7      |        |
| Abd. | 9  | Mark Webber          | Williams-Cosworth   | 1     | Accident            | 11     |        |
| Abd. | 10 | Nico Rosberg         | Williams-Cosworth   | 0     | Accident            | 13     |        |

### Pole position et record du tour
- Pole position :  Felipe Massa (Ferrari) en 1 min 10 s 680 (vitesse moyenne : 219,474 km/h)[1].
- Meilleur tour en course :  Michael Schumacher (Ferrari) en 1 min 12 s 162 (vitesse moyenne : 214,966 km/h) au soixante-dixième tour[2].

### Tours en tête
- Felipe Massa (Ferrari) : 70 tours (1-24 / 26-71) ;
- Fernando Alonso (Renault) : 1 tours (25)[3].

## Classements généraux à l'issue de la course
| Pos. | Pilote               | Écurie              | Points |
| ---- | -------------------- | ------------------- | ------ |
| 1    | Fernando Alonso      | Renault             | 134    |
| 2    | Michael Schumacher   | Ferrari             | 121    |
| 3    | Felipe Massa         | Ferrari             | 80     |
| 4    | Giancarlo Fisichella | Renault             | 72     |
| 5    | Kimi Räikkönen       | McLaren-Mercedes    | 65     |
| 6    | Jenson Button        | Honda               | 56     |
| 7    | Rubens Barichello    | Honda               | 30     |
| 8    | Juan Pablo Montoya   | McLaren-Mercedes    | 26     |
| 9    | Nick Heidfeld        | BMW Sauber          | 23     |
| 10   | Ralf Schumacher      | Toyota              | 20     |
| 11   | Pedro de la Rosa     | McLaren-Mercedes    | 19     |
| 12   | Jarno Trulli         | Toyota              | 15     |
| 13   | David Coulthard      | Red Bull-Ferrari    | 14     |
| 14   | Jacques Villeneuve   | BMW Sauber          | 7      |
| 15   | Mark Webber          | Williams-Toyota     | 7      |
| 16   | Robert Kubica        | BMW Sauber          | 6      |
| 17   | Nico Rosberg         | Williams-Toyota     | 4      |
| 18   | Christian Klien      | Red Bull-Ferrari    | 2      |
| 19   | Vitantonio Liuzzi    | Toro Rosso-Cosworth | 1      |

| Pos. | Écurie              | Points |
| ---- | ------------------- | ------ |
| 1    | Renault             | 206    |
| 2    | Ferrari             | 201    |
| 3    | McLaren-Mercedes    | 110    |
| 4    | Honda               | 86     |
| 5    | BMW Sauber          | 36     |
| 6    | Toyota              | 35     |
| 7    | Red Bull-Ferrari    | 16     |
| 8    | Williams-Toyota     | 11     |
| 9    | Toro Rosso-Cosworth | 1      |

## Statistiques
- 2e victoire de sa carrière pour Felipe Massa, la première pour un Brésilien dans son Grand Prix national depuis Ayrton Senna en 1993.
- 192e victoire pour Ferrari en tant que constructeur.
- 192e victoire pour Ferrari en tant que motoriste.
- 3e pole position dans la carrière pour Felipe Massa.
- 76e meilleur tour en course pour Michael Schumacher.
- 18e et dernier Grand Prix pour l'écurie Midland F1 Racing.
- 249e et dernier Grand Prix pour Michael Schumacher avant son retour en 2010.
- Dernier Grand Prix de Kimi Räikkönen chez McLaren.
- À l'issue de la course, Fernando Alonso remporte son second titre consécutif de champion du monde.